# Semen Nowikow
Semen Serhijowytsch Nowikow (ukrainisch Семен Сергійович Новіков; * 11. Dezember 1997 in Charkiw) ist ein ukrainischer Ringer, der seit 2023 für Bulgarien antritt. Er wurde 2020 Europameister im griechisch-römischen Stil in der Gewichtsklasse bis 87 kg Körpergewicht. 2024 wurde er Olympiasieger.

## Werdegang
Semen Nowikow, der nur im griechisch-römischen Stil ringt, erschien 2016 erstmals auf der internationalen Ringerbühne, als er in Macon bei der Junioren-Weltmeisterschaft (Juniors) in der Gewichtsklasse bis 84 kg für die Ukraine startete. Er belegte dabei nach einem Sieg über Matthias Stéphane Dieda, Frankreich und einer Niederlage gegen Jalgasbay Berdimuratow aus Usbekistan den 9. Platz. Den gleichen Platz belegte er auch bei der Junioren-Europameisterschaft 2017 in Dortmund im gleichen Stil und in der gleichen Gewichtsklasse. In Dortmund siegte er zunächst über Martin Herman, Tschechien und schied danach nach einer Niederlage gegen Arian Güney, Deutschland, aus.
Nach einem 8. Platz bei der U 23-Europameisterschaft 2018 in Istanbul in der Gewichtsklasse bis 87 kg trumpfte er bei der U 23-Weltmeisterschaft 2018, die im November dieses Jahres in Bukarest ausgetragen wurde, mächtig auf und wurde mit Siegen über Mohamed Mostapha Ahmed Metwally, Ägypten, Iwan Huklek, Kroatien, Islam Abbasow, Aserbaidschan und Daniel Gregorich Hechevarria, Kuba U 23-Weltmeister.
Bei der U 23-Europameisterschaft 2019 in Novi Sad, verlor Semen Nowikow in der Gewichtsklasse bis 87 kg in der ersten Runde gegen Gurami Chezwiani aus Georgien. Da dieser das Finale nicht erreichte, schied er aus und belegte nur den 9. Platz. Im Oktober 2019 wiederholte Semen Nowikow bei der U 23-Weltmeisterschaft in Budapest den Titelgewinn des Vorjahres. Er besiegte dabei Alexander Stjepanetic, Schweden, Kumar Sunil, Indien, Iwan Huklek, Kiril Maskewitsch, Weißrussland und Gurmai Chezwiani.
Im Januar 2020 versuchte sich Semen Nowikow beim „Matteo-Pellicone“-Turnier in Rom in der Gewichtsklasse bis 97 kg. Er belegte dabei mit zwei gewonnenen Kämpfen und zwei verlorenen Kämpfen den 5. Platz. Im Februar 2020 wurde er vom ukrainischen Ringer-Verband bei der Europameisterschaft in Rom wieder in der Gewichtsklasse bis 87 kg eingesetzt. Er siegte dort über Jesus Gasca Fresneda, Spanien, den Ex-Weltmeister Metehan Başar aus der Türkei, Alexander Komarow, Russland und Viktor Lőrincz aus Ungarn und wurde damit Europameister.
Seit 2023 tritt Nowikow für Bulgarien an. Bei den Weltmeisterschaften im selben Jahr in Belgrad gewann er die Bronzemedaille.
Bei den Olympischen Spielen 2024 gewann er für Bulgarien die Goldmedaille.

## Internationale Erfolge
| Jahr | Platz | Wettbewerb                                             | Gewichtsklasse | Ergebnisse |
| 2016 | 9.    | Junioren-WM (Juniors) in Macon                         | bis 84 kg      | nach Sieg über Matthias Stephane Dieda, Frankreich und Niederlage gegen Jalgasbay Berdimuratow, Usbekistan                                                                                         |
| 2017 | 9.    | Junioren-EM (Juniors) in Dortmund                      | bis 84 kg      | nach einem Sieg über Martin Herman, Tschechien und einer Niederlage gegen Arian Güney, Deutschland                                                                                                 |
| 2017 | 2.    | Haparanda-Cup                                          | bis 85 kg      | hinter Wlas Dubrowin, Russland |
| 2017 | 3.    | „Arvo-Haavisto“-Cup in Ilmajoki                        | bis 85 kg      | hinter Patrick Martinez, USA und Julius Matuzevicius, Litauen |
| 2018 | 5.    | Intern. Turnier in Kiew                                | bis 87 kg      | hinter Schan Belenjuk, Ukraine, Islam Abbasow, Aserbaidschan, Artur Schahinjan und Maksim Manukjan, beide Armenien                                                                                 |
| 2018 | 8.    | U 23-EM in Istanbul                                    | bis 87 kg      | nach einem Sieg über George Serban, Rumänien und einer Niederlage gegen Dariusz Vitek, Ungarn |
| 2018 | 4.    | "Ion-Corneanu" & "Ladislau-Simon"-Memorial in Bukarest | bis 87 kg      | hinter Joan Danielow Dimitrow und Nikolai Dobrew, beide Bulgarien und Bachir Sid Azara, Algerien                                                                                                   |
| 2018 | 1.    | U 23-WM in Bukarest                                    | bis 87 kg      | nach gen über Mohamed Mostafa Ahmed Metwally, Ägypten, Iwan Huklek, Kroatien, Islam Abbasow und Daniel Gregorich Hechevarria, Kuba                                                                 |
| 2019 | 9.    | U 23-EM in Novi Sad                                    | bis 87 kg      | nach einer Niederlage gegen Gurami Cherwiani, Georgien |
| 2019 | 1.    | Intern. Turnier in Kiew                                | bis 87 kg      | vor Gurami Cherwiani, Viorel Burduja, Moldawien und Alan Vera, USA |
| 2019 | 1.    | U 23-WM in Budapest                                    | bis 87 kg      | nach Siegen über Alexander Stjepanetic, Schweden, Kumar Sunil, Indien, Iwan Huklek, Kiril Maskewitsch, Weißrussland und Gurami Cherwiani                                                           |
| 2020 | 5.    | „Matteo-Pellicone“-Turnier in Rom                      | bis 97 kg      | nach einem Sieg über Suleyman Demirci, Türkei, einer Niederlage gegen Felix Baldauf, Norwegen, einem Sieg über Muhammadali Schamsiddinow, Usbekistan und einer Niederlage gegen Tracy Hancock, USA |
| 2020 | 1.    | EM in Rom                                              | bis 87 kg      | nach Siegen über Jesus Gasca Fresneda, Spanien, Metehan Başar, Türkei, Alexander Komarow, Russland und Viktor Lőrincz, Ungarn                                                                      |
| 2023 | 3.    | WM in Belgrad                                          | bis 87 kg      | |
| 2024 | 1.    | Olymp. Spiele in Paris                                 | bis 87 kg      | |

Erläuterungen
- alle Wettbewerbe im griechisch-römischen Stil
- WM = Weltmeisterschaft, EM = Europameisterschaft